# Yvonne Chaka Chaka
Yvonne Chaka Chaka, född Yvonne Machaka 30 november 1965 i Soweto , är en sydafrikansk sångare, låtskrivare, lärare och goodwillambassadör för Unicef.

## Liv och karriär
1981 deltog Chaka Chaka i "Sugar Shack", en talangjakt på den sydafrikanska tv-kanalen South African Broadcasting Corporation (SABC). 1984 släpptes hennes första hit I'm in Love with a DJ. Efter det kom bland annat I'm Burning Up, Makoti, Motherland och Umqombothi. Umqombothi spelades i dramafilmen Hotel Rwanda.  Chaka Chaka blev snabbt en av Sydafrikas populäraste musiker och fick många fans i Zimbabwe, Kenya, Sierra Leone, Elfenbenskusten och många andra länder. Hon har uppträtt inför bland annat Nelson Mandela, drottning Elizabeth II och Bill Clinton.
Chaka Chaka är gift och har fyra barn. Hon äger ett limousineföretag tillsammans med sin man, och hon har ett eget produktionsbolag. Hon är även lärare på University of South Africa.

## Engagemang
Chaka Chaka är engagerad i arbetet mot malaria, tuberkulos och HIV/aids, bland annat som goodwillambassadör för Roll Back Malaria Partnership och i Nelson Mandelas 46664 Campaign.  2006 grundade hon välgörenhetsorganisationen Princess of Africa Foundation.

## Diskografi
- 1986 - Thank You Mr. DJ
- 1987 - Sangoma
- 1988 - I'm Burning Up
- 1995 - The Princess of Africa: The Best of Yvonne Chaka Chaka
- 1996 - The Power of Afrika
- 1997 - Back On My Feet
- 1997 - Bombani (Tiko Rahina)
- 1999 - Princess Of Africa: The Best of Yvonne Chaka Chaka
- 2001 - Yvonne and Friends
- 2002 - The Princess of Africa: The Best of Yvonne Chaka Chaka Vol. 2
- 2002 - Kwenzenjani
- 2002 - Princess of Africa, Vol. 2
- 2006 - Celebrate Life